# Дубничка
Дубничка — річка в Україні, у Звягельському районі Житомирської області, ліва притока Перевезні (басейн Прип'яті).

## Опис
Довжина річки 15 км. Висота витоку річки над рівнем моря — 211 м; висота гирла над рівнем моря — 200 м; падіння річки — 11 м; похил річки — 0,74 м/км. Формується з багатьох безіменних струмків і 3 водойм. Площа басейну 68 км².